# Чепоноси
Чепоно́си — село в Україні, у Рукшинській сільській територіальній громаді Дністровського району Чернівецької області. Населення становить 12000 осіб. 

## Географія
Селом протікає струмок Гуків, правий доплив Дністра.

## Історія
За даними на 1859 рік у власницькому селі Хотинського повіту Бессарабської губернії, мешкало 651 особа (320 чоловічої статі та 331 — жіночої), налічувалось 120 дворових господарств, існувала православна церква.
Станом на 1886 рік у власницькому селі Рукшинської волості мешкало 1083 осіби, налічувалось 127 дворових господарств, існувала православна церква.

## Видатні особи
- Фурлет Анатолій Борисович — український художник, член Національної спілки художників України
- Нижник Віктор Михайлович, український науковець-економіст.

- Вакарюк (Соколюк) Марія Прокопівна (*1.101923) — Герой соціалістичної праці (1951).

Соколюк Станіслав Петрович, покинув своє рідне село та переїхав до міста та ще й іншої області…